# Ларга (Бричанський район)
Ларга (рум. Larga) — село в Молдові в Бричанському районі. Адміністративний центр однойменної комуни, до складу якої також входить село Павловка. У селі діє пункт контролю через державний кордон з Україною Кельменці—Ларга.
Згідно з переписом населення 2004 року кількість українців - 84 особи (1,6%).

## Історія
Ларга є одним з трьох поселень біля витоку річки Медвежа. Перша згадка про село датується 19 липня 1429 року в документі, що був подарунком господаря Молдови Олександра Доброго Дану Ункляте.
За даними на 1859 рік у власницькому селі Хотинського повіту Бессарабської губернії, мешкало 1643 особи (849 чоловічої статі та 794 — жіночої), налічувалось 309 дворових господарств, існувала православна церква.
Станом на 1886 рік у царачькому селі Липканської волості, мешкала 2461 осіба, налічувалось 453 дворових господарств, існувала православна церква.

## Уродженці
- Георгіце Іон Теодосійович (1939—1991) — молдовський поет, прозаїк, драматург, есеїст.
- Думітраш Анатоль (1955—2016) — молдовський співак.